# Silvia Westphalen
Silvia Beatriz Teresa Westphalen Ortiz (Roma, 1961) es una artista principalmente reconocida en el mundo por su trabajo escultórico. Residió en las ciudades de Lisboa, Lagos, Évora, Ciudad de México y Lima, donde vive y ejerce actualmente.

## Biografía

### Formación y carrera
Tuvo un importante desarrollo como artista en Portugal, donde ni su madre Judith Westphalen, ni su padre Emilio Adolfo Westphalen eran una referencia. Esto le dio seguridad para forjarse su propio camino. Comenzó en el Centro de Arte y Comunicación Visual de Lisboa. En 1982, realizó el curso de Experiencias Plásticas con João Vieira en la Sociedad Nacional de Bellas Artes de la misma ciudad. De 1983 a 1986 estuvo bajo la dirección de João Cutileiro y en ese mismo año participó del II Simposium de Escultura de Durbach en Alemania. Trabajó en el Departamento de Escultura en Piedra del Centro Cultural Évora en Portugal hasta 1992. Durante este periodo de tiempo se le otorgó, además, el primer premio de escultura del Programa Cultura y Desarrollo del Club Portugués de Artes e Ideas en 1989.
En 1991 fue invitada a dar un taller de escultura en piedra en el Instituto Cultural de Macao en China y realizó escenografía en colaboración con el Centro Dramático de Evora. El año siguiente recibió una beca de la Fundación Calouste Gulbenkian para un curso de escenografía en París y expuso por primera vez individualmente en Lima. Fue ahí donde se instaló y ha realizado, desde entonces, numerosas exposiciones que trabaja tanto individual como colectivamente. En 1998 es premiada como Artista Ganadora de la Bienal Nacional en Lima.
En el 2011 hizo una residencia de un mes en el Vermont Studio Center, EE. UU. En el 2012 participó de un proyecto cultural en la reserva nacional Bahuaja Sonene. Para este se realizó una exposición en el 2013, fruto del viaje de distintos artistas peruanos a Madre de Dios, para revalorar ese espacio natural. En el 2013, participó de la feria Pinta en Nueva York. En la misma ocasión fue invitada a presentar su trabajo en el Pratt Institute de Brooklyn. En el 2015 fue de igual manera invitada de conferencia en el Instituto de Bellas Artes de Lima. 

## Características formales de su obra

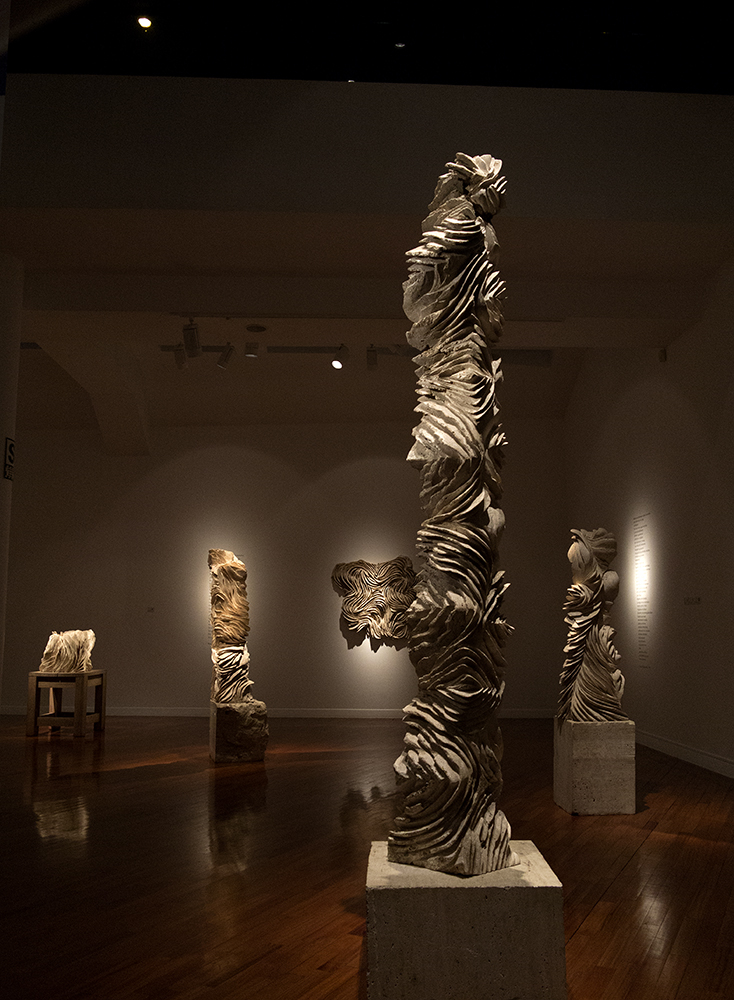
Exposición "Las edades de la piedra". En primer plano, Lanzón III, 2017. Talla directa en travertino.

Su trabajo se caracteriza por la relación armónica de la intervención humana con la naturaleza. Trabaja adentrándose en la piedra revelando su interior y estudiando los trazos de la naturaleza. En su exposición Rio Revuelto (2007) se interesa en las formas que crea el agua, mientras que en su exposición Atrapa viento (2009) captura el impacto del viento. Sus muestras suelen tener títulos abiertos que incitan una lectura personal de las obras. En cuanto a la evolución de su trabajo, pasa de transformar la piedra en un elemento ligero por medio de perforaciones a cubrirla por una red de patrones tallados. Estos hacen alusión a los rombos de la piel, como si piedra y hombre fuesen lo mismo. Su trabajo parece de esta manera producto de la misma naturaleza por lo que su intervención y la piedra en sí tienen el mismo protagonismo. Dice recuperar de las pinturas de su madre el amor por la sencillez y la pureza.
Si bien ha esculpido con otros materiales, la piedra le ofrece una mayor libertad debido a la textura y variedad de colores que ya se encuentran en esta. Puesto que gran parte de su trabajo busca mantener la forma original de la piedra, ella obtiene el material recuperándolo de la cáscara extraída de las canteras o del desecho de las marmolerías. Estos bordes naturales resultan inservibles para fines industriales pero muy expresivos en un contexto artístico. En sus exposiciones dentro del Perú, se pueden encontrar esculturas de mármol, alabastro o piedra de Huamanga, travertino y ónix que se sitúan tanto en pedestales como sobre paredes. En el reportaje que le hace Josefina Barrón en la serie Talleres, la artista evoca la variedad de piedras en el mundo y cómo cada una tiene un procedimiento distinto para esculpirse.  Otro aspecto que le interesa de este material es su carácter histórico. Tanto por cómo el hombre viene trabajándola desde la prehistoria como su encuentro en el proceso con fósiles en ella.
"Las esculturas de Silvia Westphalen parecen haber sido talladas por al fuerza del viento, del agua o de la erosión. Se trata de un trabajo muy atento, sutil y orgánico, en el sentido que no busca irrumpir en la forma natural de la piedra para imponer algo ajeno a su esencia, sino por el contrario, intenta escuchar su forma original para liberarla". Marisa Pinilla Mujica en 'Piedras Sueltas', individual de Silvia Westphalen.  

## Exposiciones Individuales
- 2022 "SELVA" Escultura y dibujos. Centro Cultural Inca Garcilaso Lima, Perú
- 2020 Cuarentena 2.2020
- 2017 Las edades de la píedra, Obra antológica. Galería ICPNA Lima, Perú
- 2014. Epicentros, Galería Fórum, Lima, Perú
- 2011. "Piedras sueltas", Galería Fórum, Lima
- 2009. "Atrapaviento", Galería Fórum, Lima
- 2007. "Río Revuelto", Galería Fórum, Lima
- 2006. "En las enaguas del volcán", Cultural Arequipa, Perú; Palacio Inca-Yupanqui, Cusco, Perú
- 2005. "El Bosque, muestra antológica", Galería Luis Miro Quesada, Miraflores, Lima
- 2004. "Esculturas", Galería Fórum, Lima, Perú
- 2002. "Dibujos sobre piedra", Galería Fórum - Lima
- 2000. "Conchas, caracoles y otros frutos", Galería Fórum
- 1999. "Madre Piedra": Representa al Perú en la II Bienal Iberoamericana de Lima
- 1998. Trabajo sobre mármol. Galería Fórum, Lima, Perú
- 1997. "Diez Años de Escultura", Galería L'Imaginaire, Alianza Francesa, Lima, Perú
- 1996. Galería Fórum, Lima, Perú
- 1995. Galería Fórum, Lima, Perú
- 1994. Galería Cecilia Gonzales, Lima, Perú
- 1992. Galería Camino Brent, Lima, Perú
- 1991. Galería Ara, Lisboa, Portugal
- 1990. Galería Municipal de Albufeira
- 1988. Galería Leo, Lisboa, Grupo Pro-Evora, Evora, Portugal
- 1987. Palacio Cidadela, Cascais; Galería Roma y Pavia, Oporto; Casa Museo Álvaro de Campos, Tavira, Portugal
- 1986. Galería Roma y Pavia, Oporto, Portugal

## Exposiciones colectivas
- 2021 "De Voz a Voz Perú 15", participación con dibujo de cuarentena.
- 2016 “XIII Salón de la Mujer en el Arte”, homenaje a dos artistas peruanas: la escultora Cristina Gálvez y la pintora Edith Sachs.
- 2014. "Rumi Qolca", Centro Cultural Qoriorqo, Andahuaylillas, Patrimonio Cantera
- 2013. "BAHUAJA SONENE", Galería El ojo Ajeno, Lima
- 2013. Pinta NY, EEUU; Parc, Art Lima
- 2012. "Sincronicidades", Carlos Runcie, Silvia Westphalen, Ricardo Wiesse, Enlace Arte Contemporáneo, Lima.
- 2011. "Piedra y Tierra", Silvia Westphalen, Ricardo Wiesse, Cultural de Arequipa, Perú
- 2010. "Arte Peruano hoy", Galería Isabel Aninat, Santiago de Chile, Chile
- 2009. Cowparade Lima, Perú
- 2006. "Un día en el taller del artista", Galería Fórum, Lima, Perú
- 2004. "La generación del 80", ICPNA, Miraflores, Lima, Perú
- 2003. "De Lima a Santiago", Galería Isabel Aninat, Santiago de Chile, Chile
- 2002. FIA (Feria Iberoamericana de Arte), Caracas, Venezuela
- 2001. IV Salón de escultura ICPNA, Lima, Perú
- 2001. "Papel a mano Perú", ICPNA, Lima, Perú
- 1998. I Bienal Nacional de Lima, Perú
- 1997. "Perú-Mujer", Museo de arte Contemporáneo Armando Alvares Penteado, Río de Janeiro, Brasil
- 1996. "La Casa", Galería Obsidiana, Lima, Perú
- 1994. "Muñecas", Galería Mercado de Arte, Lima, Perú
- 1993. "El libro como objeto", Galería Fórum, Lima, Perú
- 1992. "Reflexiones", Galería Cecilia Gonzales, Lima, Perú
- 1990. "Nueva escultura de piedra", Fundación Calouste Gulbenkian, Lisboa, Portugal
- 1989. Bienal universitaria de Coímbra Casa de la Cultura Mora
- 1989. ARCO (Feria internacional de Arte Contemporáneo) Galería Artheme Internacional, Madrid, España
- 1988. Teatro García de Resende, Evora, Portugal.
- 1998. Muestra de escultura al aire libre, Amadora, Portugal
- 1986. Galería Gres, Frankfurt, Alemania
- 1984. II Bienal de Lagos
- 1983. Palacio Don Manuel, Evora, Portugal; Galería Quadrum, Lisboa, Portugal

## Premios y distinciones
- En 1989 recibe el primer premio de Escultura del Programa Cultura y Desarrollo del Club Portugués de Artes e Ideas.
- Obtiene beca de la Fundación Calouste Gulbenkian para curso de escenografía en París.
- En 1998 es premiada como Artista Ganadora de la I Bienal Nacional en Lima.